# Paweł Wszołek
Paweł Wszołek (Tczew, Polonia, 30 de abril de 1992) es un futbolista polaco que juega de centrocampista en el Legia de Varsovia de la Ekstraklasa.

## Carrera

### Polonia Varsovia
Nacido en Tczew, Polonia, Wszołek jugó en las categorías inferiores del Wisła Tczew y del Lechia Gdańsk antes de fichar por el Polonia Varsovia en el verano de 2009. Como resultado, Wszołek tuvo que mudarse por lo que durante ese lapso de tiempo vivió en un dormitorio siendo costeado por su madre, lo que le conllevó a problemas financieros.
A medida que Wszołek progresaba deportivamente, pudo sacar adelante a su familia, e inclusive le compró una propiedad a su madre como agradecimiento. Su debut en el primer equipo del Polonia Varsovia se produjo el 13 de noviembre de 2010, en una victoria por 3-1 sobre Ruch Chorzów. En dicha temporada logró completar 7 encuentros oficiales con el club.
A partir de la temporada 2011-12, logró establecerse en el equipo titular, disputando 28 partidos y marcando 3 goles. El 12 de marzo de 2012, Paweł, anotó su primer gol con el Polonia Varsovia en una victoria por liga contra el Jagiellonia Białystok, dicho encuentro finalizó 4-1 a favor del equipo de la capital polaca.
En la temporada 2012-13, convirtió 9 goles en 29 partidos, esto más su juego atrajo interés de varios clubes de la Serie A de Italia y de la Bundesliga (Schalke 04; Hannover 96), pero finalmente no fue fichado.
Al finalizar la temporada, expresó su deseo de abandonar la institución, al ver una negativa por parte de estos decidió recurrir a la Asociación Polaca de Fútbol por lo que el 6 de junio de 2013 se informó que el jugador había rescindido el contrato con el club.

### Sampdoria
El 9 de julio de 2013, la Sampdoria anunció la contratación de Wszołek por cuatro años. Debutó en un empate 2-2 ante el Cagliari, ingresando desde el banco a los 56 minutos del encuentro. Sin mucha continuidad en Sampdoria (4 partidos en toda la temporada), fue cedido a otro club de la Serie A.

### Hellas Verona
El 31 de agosto de 2015, la Sampdoria anunció que Wszołek sería cedido al Hellas Verona. Después de disputar los tres primeros partidos desde su incorporación al Hellas, Wszołek debutó en dicho club en una derrota por 2-1 ante la Lazio el 27 de septiembre de 2015.
Al final de dicha temporada su equipo descendió a la Serie B. El 1 de julio de 2016, Wszołek retorna a la Sampdoria desde donde sería cedido con opción de compra con un valor de 1,25 millones de libras esterlinas al Queens Park Rangers el 31 de agosto de ese mismo año.

### Queens Park Rangers
Wszołek se trasladó al Queens Park Rangers de la Football League Championship inglesa el último día del mercado de verano, el 31 de agosto de 2016, en un acuerdo de préstamo por el resto de la temporada. Wszołek hizo su debut con el Queens Park Rangers en la derrota por 6-0 ante el Newcastle United, siendo titular y jugando durante 72 minutos antes de ser sustituido. En el derbi del Oeste de Londres contra el Fulham FC el 1 de octubre de 2016, Wszołek realiza su primera asistencia, pasando un balón a Conor Washington para anotar el primer gol de la victoria por 2-1. El 15 de octubre de 2016, logró convertir su primer gol con el club inglés contra el Reading F.C. Debido a su gran temporada, el Queens Park Rangers efectúa su compra definitiva el 31 de enero de 2017. Wszołek cerró la temporada 2018-19 con 38 apariciones en liga, siendo su mayor registro en sus tres años con el club londinense, destacando su racha de 17 partidos seguidos y cuatro goles en la temporada.

### Legia de Varsovia
El 19 de septiembre de 2019, Wszołek firmó con el Legia de Varsovia de la Ekstraklasa, lo que marca su regreso a su país natal después de siete años en el extranjero. Debutó desde el banquillo el 6 de octubre en una derrota por 2-0 ante el vigente campeón de la temporada pasada, el Piast Gliwice. Wszołek entró en la alineación titular tras el siguiente parón internacional y marcó su primer gol para el club en la goleada por 7-0 al Wisła Cracovia el 27 de octubre, siendo desde entonces una pieza fundamental en el equipo varsoviano y ayudando al club a coronarse campeón de liga en la temporada 2019/20 y 2020/21.
El 1 de junio de 2021 se oficializó su traspaso al F. C. Unión Berlín de la Bundesliga alemana. No obstante, el centrocampista polaco no contó en los planes del entrenador suizo Urs Fischer y regresó en calidad de préstamo al Legia de Varsovia durante el mercado de invierno, permaneciendo en el club varsoviano hasta final de temporada. El 7 de julio de 2022, tras rescindir su contrato con el club alemán, se unió nuevamente al Legia hasta junio de 2025.

## Selección nacional
Wszołek jugó para la selección nacional polaca sub-18 (2009-2010) y sub-19 (2010-2011). En septiembre de 2012, fue convocado por primera vez para integrar la selección absoluta de su país.
Debutó en la selección polaca de fútbol el 12 de octubre de 2012 en un partido amistoso contra Sudáfrica, en el que Polonia se impuso por 1-0. El 26 de marzo de 2016, anotó sus primeros goles, en su octavo encuentro con su selección nacional contra Finlandia, en una victoria por 5-0. El 12 de mayo de 2016, se comunicó que sería convocado por la selección nacional de Polonia que disputaría la para la Eurocopa 2016. Sin embargo, sufrió una lesión en el codo durante un entrenamiento con dicha selección, lo que puso en duda sus esperazas de disputar el torneo continental.
A raíz de esto, el cuerpo técnico de Polonia le informó que no formaría parte de los convocados. Los médicos le comunicaron que estaría fuera durante tres meses después ser operado. El 10 de octubre de 2016 (Polonia 2-1 Armenia), retornó a su selección nacional reemplazando al lesionado Artur Jędrzejczyk. Dicho encuentro fue en el marco de las eliminatorias (Grupo E) para el Mundial de Rusia 2018.
| Número | Año  | Estadio                              | Rival     | Resultado | Competición |
| ------ | ---- | ------------------------------------ | --------- | --------- | ----------- |
| 1.     | 2016 | Estadio Municipal de Poznan, Polonia | Finlandia | 2–0       | Amistoso    |
| 2.     | 2016 | Estadio Municipal de Poznan, Polonia | Finlandia | 4–0       | Amistoso    |

## Vida privada
Wszołek fue detenido en una ocasión por conducir sin licencia, lo que supuso llegar tarde al entrenamiento. Durante su infancia dado a su bajo rendimiento académico peso en dejar la escuela, cosa que no sucedió debido a la insistencia de su madre. Término sus estudios iniciales en el turno vespertino. Además de su lengua natal, sabe hablar alemán, italiano e inglés. Se encuentra casado desde 2014 con Magdalena Wszołek, quien tomó su apellido.

## Palmarés

### Títulos nacionales
| Título               | Club              | País    | Año  |
| -------------------- | ----------------- | ------- | ---- |
| Ekstraklasa          | Legia de Varsovia | Polonia | 2020 |
| Ekstraklasa          | Legia de Varsovia | Polonia | 2021 |
| Copa de Polonia      | Legia de Varsovia | Polonia | 2023 |
| Supercopa de Polonia | Legia de Varsovia | Polonia | 2023 |
| Copa de Polonia      | Legia de Varsovia | Polonia | 2025 |
| Supercopa de Polonia | Legia de Varsovia | Polonia | 2025 |